# Theodor Lindner

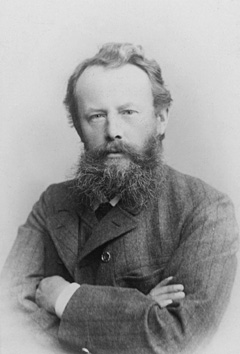
Theodor Lindner

Ernst Friedrich Theodor Lindner (* 29. Mai 1843 in Breslau; † 24. November 1919 in Halle (Saale)) war ein deutscher Historiker  und Mitarbeiter der Allgemeinen Deutschen Biographie.

## Leben
Lindner war der Sohn eines Strumpffabrikanten. Er besuchte das Maria-Magdalena-Gymnasium Breslau sowie das Pädagogium und Waisenhaus in Züllichau. Sein Studium begann Theodor Lindner, dessen Vater bereits 1858 starb, nach Abschluss seines Abiturs (1861) an der Universität Breslau, wo er neben Vorlesungen über Geschichte auch solche über alte Philologie und Sanskrit hörte. 1864 wechselte er nach Berlin und studierte dort u. a. bei Johann Gustav Droysen und Leopold Ranke. Bei letzterem schrieb er seine lateinische Dissertation über das 1064 abgehaltene Konzil von Mantua und wurde promoviert. Nach dem Staatsexamen wurde er 1865 Lehrer am Wilhelmsgymnasium in Berlin, 1867 in Jauer und 1867–76 an der Realschule am Zwinger in Breslau. Dort habilitierte er sich gleichzeitig 1868 an der Universität als Privatdozent der Geschichte mit einer Schrift über den Kölner Erzbischof Anno II. und wurde nach seinem zwischenzeitlichen militärischen Einsatz bei der Belagerung von Paris (1870–1871) im Jahr 1874 außerordentlicher Professor.
1876 wurde Lindner als ordentlicher Professor an die Akademie nach Münster berufen. Er schrieb Themen der spätmittelalterlichen Geschichte gewidmete Werke, so eine bedeutsame Untersuchung über Feme (auch Veme), wobei er Fabeln über diese Form der Gerichtsbarkeit widerlegte und auch deswegen erfolgte Attacken von Fachkollegen abzuwehren verstand. 1888 wechselte er als Nachfolger Ernst Dümmlers an die Universität Halle, wo er als ordentlicher Professor für mittlere und neuere Geschichte wirkte. Aufsehen erregte er 1893 mit einem Buch, in dem er die Legende demontierte, Karl der Große sei in sitzender Stellung auf dem Thron beigesetzt worden. Seit 1893 gab er die Hallischen Beiträge zur Geschichtsforschung heraus. Ab der Wende vom 19. zum 20. Jahrhundert begann er mit der Realisierung seines Lebenswerks, eine Weltgeschichte zu schreiben, die er schließlich 1916 in neun Bänden abgeschlossen vorlegen konnte. Der erste Band wurde jedoch erst postum von seiner Frau zusammen mit Albert Werminghoff herausgegeben. Theodor Lindner starb 1919 im Alter von 76 Jahren an einer Lungenentzündung.

## Schriften (Auswahl)
- Anno II., der Heilige, Erzbischof von Köln. Leipzig 1868.
- Geschichte des Deutschen Reichs vom Ende des 14. Jahrhunderts bis zur Reformation. 2 Bände. C. A. Schwetschke und Sohn, Braunschweig 1875–1880 (erschienen sind nur die beiden Bände zur Regierung König Wenzels, 1376–1400).
- Kaiser Heinrich IV. Berlin 1881.
- Das Urkundenwesen Karls IV. und seiner Nachfolger (1346–1437). Cotta, Stuttgart 1882 (online).
- Die Veme. Paderborn 1887.
- Der angebliche Ursprung der Vemegerichte aus der Inquisition. Paderborn 1890 (eine Widerlegung der Gegenschrift von Friedrich von Thudichum).
- Deutsche Geschichte unter den Habsburgern und Luxemburgern. 2 Bände. Stuttgart 1890–1893.
- Die Fabel von der Bestattung Karls des Großen. Aachen 1893, Nachtrag 1896.
- Die deutschen Königswahlen und die Entstehung des Kurfürstentums. Leipzig 1893.
- Geschichte des deutschen Volks. 2 Bände. Stuttgart 1894.
- Der Krieg gegen Frankreich 1870 – 71. Verlag von A. Asher & Co, Berlin 1895 (im Auftrag des Preußischen Unterrichts-Ministeriums verfasstes Volksbuch).
- Die sogenannten Schenkungen Pippins, Karls des Großen und Ottos I. an die Päpste. Stuttgart 1896.
- Die deutsche Hanse. Leipzig 1899 (3. Auflage 1904).
- Der Hergang bei den deutschen Königswahlen. Weimar 1899.
- Geschichtsphilosophie. Stuttgart 1901 (2., umgearbeitete Auflage 1904).
- Weltgeschichte seit der Völkerwanderung. 9 Bände. Stuttgart 1901–1916.
- 1813. In: Historische Kommission für die Provinz Sachsen und das Herzogtum Anhalt (Hrsg.): Neujahrsblätter. Nr. 38. Otto Hendel, Halle a. S. 1914, urn:nbn:de:bsz:14-db-id18961006511.